# 戈德达
戈德达（Godda），是印度贾坎德邦Godda县的一个城镇。总人口37007（2001年）。

## 人口
该地2001年总人口37007人，其中男性19985人，女性17022人；0—6岁人口5583人，其中男2889人，女2694人；识字率70.43%，其中男性为76.69%，女性为63.08%。